# Peña Barcelonista Barcilona
La Peña Barcelonista Barcilona, o Penya Barcelonista Barcilona en catalán fue un equipo de fútbol femenino de la ciudad de Barcelona, España.
Se fundó a principios de los años 80 por varias futbolistas que discrepaban de la dirección de su club de entonces: la Peña Femenina Barcelonista, antiguo precursor del Club Femení Barcelona que más adelante se integraría en la estructura del actual FC Barcelona femenino. Sus creadores fueron los hermanos Vicenta (presidenta y jugadora), Francina (jugadora) y Jaume Pubill, quien ejercía de entrenador.

## Copa de la Reina
La Peña Barcilona fue uno de los 8 participantes de la primera edición oficial de la Copa de la Reina, que se disputó en la temporada de 1983, tras quedar campeón en la Federación Catalana. En el partido único de cuartos de final eliminó fácilmente al CD CIDE por 3-0, pero en semifinales cayó en la tanda de penalties contra el futuro campeón Karbo Deportivo tras un agónico 2-2.
El equipo blaugrana volvió a disputar la edición copera de 1984, arrollando en los cuartos de final al CD Garrapinillos a doble partido: 0-9 y 8-0, pero volvió a caer en semifinales, esta vez contra la Ikastola Amassorai, ganando el partido de ida por 2-0, pero perdiendo 5-1 en la vuelta.
1985 supuso la mejor actuación histórica en copa para la Peña Barcilona. Comenzó eliminando en cuartos de final al Atlético Baleares por 4-0 y 0-0. Después venció en semifinales a la Unión Risco por 6-0 y 2-2. Pero en la gran final disputada en el Estadio de Riazor el 23 de junio perdió a penalties contra el entonces tricampeón Karbo Deportivo tras un resultado de 2-2 en la prórroga. Las jugadoras barcelonistas que disputaron esta final fueron J. Perales, R. Roura, O. Oller, F. Pubill, N. Bonsom, R. Oller, J. Saña, C. Nobrega, V. Pubill, J. Pascual, N. Ballofré, M. Puig, E. Sánchez, A. López,  L. Barragán y R. Roig, con Jaume Pubill como entrenador. Ese mismo año la Peña Barcilona ganó la Liga Catalana y fueron también finalistas de la Copa Catalana.
En la edición de 1986 la Peña Barcilona superó en cuartos e final al Buñola por 0-0 y 5-0, pero cayó en semifinales contra el Oiartzun KE, perdiendo 2-0 en la ida, y ganando 1-0 en la vuelta.
En la copa de 1987 la Peña Barcilona clasificó en 2º lugar en la liguilla del grupo IV, por lo que no pudo acceder a las semifinales.
No fue hasta la edición de 1991 cuando el conjunto blaugrana volvió a la competición copera. En octavos eliminó al Parque Alcobendas por 0-0 y 2-0. Hizo lo propio en cuartos contra el Oiartzun KE ganando por 3-1 y 3-2. Pero en semifinales cae contra el Club Femení Barcelona.
La última edición de Copa que jugó la Peña Barcilona fue en 1992, donde no pasó de octavos de final al quedar eliminada por el Llers por 0-0 y 3-4.

## Competición de Liga
La Peña Barcelonista Barcilona entró en la historia del fútbol femenino español al proclamarse como primer campeón de la liga femenina de fútbol, que se estrenó en la temporada 1988/89. Una primera liga de 9 equipos en la que la Peña Barcilona venció en 10 partidos, empató 4, y solo perdió 2. La primera plantilla campeona de liga estaba formada por:
Porteras: Joana Perales y Elena Calviño.
Defensas: Mercé Calduch, Roser Oller, Nuria Sala, Silvia Roca, Esther Sánchez y Carme Nobrega.
Centrocampistas: Francina Pubill, Nuri Bonsoms, Vicenta Pubill, Dotors Oller y Judith Pascual.
Delanteras: Beatriz Campos, Susana Dura, Anna Lluch, Pili Campos, Ligia Barragán y Rosa Roig.
Entrenador: Jaume Pubill
Aquel fue el mayor hito histórico del conjunto blaugrana, que casi repitió título en la siguiente edición de 1989/90 que quedaron subcampeonas. Sin embargo, en las posteriores ediciones clasificaría en posiciones más discretas: quintas en la temporada 1990/91, y sextas en la temporada 1991/92.
No hay más reseñas del club más allá de 1992, por lo que cabe suponer que aquel año la Peña Barcelonista Barcilona desapareció.